# Camponotus congolensis
Camponotus congolensis är en myrart som beskrevs av Carlo Emery 1899. Camponotus congolensis ingår i släktet hästmyror, och familjen myror.

## Underarter
Arten delas in i följande underarter:
- C. c. congolensis
- C. c. weissi